# نوكيا 109
نوكيا 109 هو هاتف محمول من نوكيا يعمل بنظام سيمبيان تم الكشف عنه عام 2012، تم طرحه في الأسواق في 2012.

## الخصائص
- نظام التشغيل: سيمبيان
- الكاميرا الأمامية: لا يوجد
- الكاميرا الخلفية: لا يوجد
- الوزن: 77
- الذاكرة: 16 ميجابايت رام

## التوفر
متوفر بالألوان: الأسود - السيان